# 箱崎ふ頭
箱崎ふ頭（はこざきふとう）は、福岡県福岡市東区の町名。現行の行政地名は、箱崎ふ頭一丁目から六丁目まで。全町域が1969年（昭和44年）から2003年（平成15年）にかけて埋立によって造成された造成地であり、町域の大部分が港湾施設の総体として埠頭を構成している。土地利用については、埠頭の岸壁に接して穀物、青果、自動車などの貨物を取扱う野積場、上屋、サイロ、荷役機械などの港湾施設が整備され、これらの後背地に、製粉工場等の食品工業団地や大規模な流通センターをはじめとする物流施設（物流倉庫）、物流関連施設等が立地している。また、埠頭内に福岡高速道路のランプが2箇所あり、九州自動車道や福岡空港へ直結し、JR貨物の貨物駅もあるなど、陸上輸送との連携もよい。面積は約263.5ヘクタール。2021年12月末現在の人口は1,586人。郵便番号は812-0051。

## 地理
福岡市の中心とされる中央区天神の北側、東区の南部で、海に面する地域に位置する。全町域が1969年（昭和44年）10月から2001年（平成13年）1月にかけて、数度にわたる海面の埋立によって造成された埋立地であり、大部分が港湾施設としての埠頭と関連施設から構成されている。南及び西で博多湾に面して岸壁等を形成し、北で多々良川を介して香椎浜ふ頭及び名島と、東で箱崎及び貝塚団地と隣接する。香椎浜ふ頭とは香椎かもめ大橋により、名島とは名島弁天橋により、東浜とは汐井浜橋により繋がる。

### 河川
箱崎ふ頭の北側に次の河川の河口（港湾区域）が横断している。
- 多々良川（二級河川）

### 都市計画
都市計画に関しては、「福岡市都市計画マスタープラン」において、箱崎ふ頭は、流通・工業の拠点としての機能維持・向上や大型車両の円滑な交通処理をまちづくりの視点とする「流通・工業ゾーン」として位置づけられている。用途地域は、箱崎ふ頭三丁目（香椎箱崎浜線の東側、松島貝塚線の北側）は商業地域に、箱崎ふ頭一丁目の北東角（箱崎ふ頭727号線の西側）は近隣商業地域に、箱崎六丁目の中間部は工業地域に、これら以外の範囲は準工業地域に指定されている。また、箱崎ふ頭二丁目及び三丁目を除き都市計画法及び港湾法に基づく臨港地区にも指定されている。

## 歴史

### 埋立整備事業の背景と実施計画
1899年（明治32年）8月4日に博多港が関税法による対外貿易港としての開港指定を受けて以来、船舶の大型化や取扱貨物量の増加に伴い、公有水面の埋立により、博多船溜地区、中央ふ頭、西公園下などで、港湾施設の増強が進められてきたが、昭和30年代に入ると、国内の経済成長に合わせて、博多港が将来国際貿易港として発展するための長期計画の策定が望まれていた。

そこで、1960年（昭和35年）3月に港湾管理者である福岡市により、1961年度（昭和36年度）を初年度とする「第一次博多港港湾整備5ヵ年計画」が策定され、この中に、箱崎地先の埋立地として「箱崎1区」210haを造成し、商港としてのみならず工業港として発展するために、機械、製鋼、車両、ガラス、精糖、食品、木製品などの工場を予定する臨海工業地帯の造成計画が示された。

その後、経済の急成長に伴い、港湾整備の必要性も高まり、次々と新しい計画の策定が必要となり、「第二次博多港港湾整備5ヵ年計画」を経て、「箱崎1区」及び貯木場の性格付けなどに関する検討が重ねられ、昭和43年度を初年度とする「第三次博多港港湾整備5ヵ年計画」が策定された。この5ヵ年計画においては、都市消費型工業の立地を図り、岸壁、ふ頭用地等の背後に工業用地を配置し、製粉、飼料、砂糖、飲料水、金属製品等の加工工場の立地が、また、木材港として水面貯木場とともに木材関連工場の立地が、さらに、当該地区等から発生する貨物を取扱うための日本国有鉄道の貨物駅及び操車場の立地が計画された。

なお、埋立事業の実施に当たっては、資金調達等の課題が大きく、港湾管理者の財政状況では、事業の実施が危ぶまれていたが、昭和45年5月の港湾法の一部改正に伴い、民間事業者の参入が可能となったため、福岡市の第三セクターである博多港開発株式会社を窓口として民間事業者が埋立事業に参加協力する体制で事業を推進することとなった。

### 埋立工事 (昭和40年代)
箱崎地先における箱崎ふ頭の最初の公有水面埋立については、1969年（昭和44年）9月11日に埋立免許を受け、同年10月7日に埋立工事に着手し、1971年（昭和46年）12月28日に第1工区（1,279,538.32m2）の、1973年（昭和48年）11月14日に第2工区（1,105,661.88m2）及び第3工区（457,465.07m2）、合計面積で2,842,665.27m2の埋立工事が竣工した。

埋立工事竣工後の造成地は福岡市の区域に編入され、一部の区域を除き、現在の箱崎ふ頭一丁目から六丁目までとなっている。

なお、埋立地の字汐井浜側の基部には、当時東側にあった箱崎漁港の代替施設として、「箱崎船だまり」が港湾施設（外郭施設、係留施設、水域施設）として築造された。

### 埋立工事 (昭和50年代)
箱崎ふ頭は、流通機能を持った新しい形態の埠頭として昭和40年代に誕生したが、世界の海上輸送はすでに海上コンテナが主流の時代に突入しており、博多港においてもコンテナ化に対応する必要が生じていた。

その必要に応えるために、1982年（昭和57年）11月1日に箱崎ふ頭5号岸壁のコンテナ化の整備が完了し、供用の開始後は国際海上コンテナ取扱量が急増していったが、阪神地区等を結ぶ内航コンテナ船等の増加も見込まれ、箱崎ふ頭における岸壁及び埠頭用地の拡充強化が課題となっていた。

そこで、福岡市は、箱崎ふ頭10号岸壁の北側において、1980年（昭和55）年8月14日に公有水面埋立免許を得て、同年10月13日に埋立工事に着手し、1983年（昭和58年）11月2日に面積で32,832.68m2の埋立工事が竣工した。

また、木材港としては、社会経済状況の変化から、水面貯木を主とする南洋材が減少し、陸上貯木を主とする北米材の急激な増加に伴い、陸上野積場が不足していくものと考えられたため、新たに物揚場及び埠頭用地のために、水面貯木場の東側（当時の水面整理上及び水面貯木場の各一部）において、1980年昭和55年8月14日に公有水面埋立免許を得て、同年10月13日に埋立工事に着手し、1983年昭和58年11月5日に面積で90,477.61m2の埋立工事が竣工した。

### 埋立工事 (平成一桁及び10年代)
箱崎ふ頭の木材港については、さらに水面貯木から陸上貯木への転換による機能強化を図る必要があり、また、福岡市内のごみ発生量の急増に対応する必要があるために、博多港開発株式会社は、1994年（平成6年）10月31日に公有水面埋立免許を得て、1995年（平成7年）1月27日に埋立工事に着手し、1997年（平成9年）4月21に第1工区（156,716.13m2）の埋立工事が竣工し、2001年（平成13年）1月26日に第2工区（165,149.34m2）の埋立工事が竣工した。その後、第1工区の一部には「クリーンパーク・臨海」が建築された。

## 人口
箱崎ふ頭一丁目から六丁目までを合わせた人口の推移を福岡市の住民基本台帳（公称町別）に基づき示す（単位：人）。集計時点は各年9月末現在である。
- 2001年（平成13年）：519
- 2002年（平成14年）：517
- 2003年（平成15年）：513
- 2004年（平成16年）：595
- 2005年（平成17年）：634
- 2006年（平成18年）：650
- 2007年（平成19年）：777
- 2008年（平成20年）：895
- 2009年（平成21年）：968
- 2010年（平成22年）：975
- 2011年（平成23年）：1,020
- 2012年（平成24年）：1,332
- 2013年（平成25年）：1,409
- 2014年（平成26年）：1,367
- 2015年（平成27年）：1,370
- 2016年（平成28年）：1,506
- 2017年（平成29年）：1,553
- 2018年（平成30年）：1,549
- 2019年（令和元年）：1,607
- 2020年（令和2年）：1,588
- 2021年（令和3年）：1,577
- 2022年（令和4年）：1,614

## 交通
町内の主な公共交通機関としてはバスがある。

### 鉄道
旅客輸送のための鉄道は通っていない。最寄りの鉄道駅は福岡市交通局が運営する福岡市地下鉄箱崎線の箱崎九大前駅及び貝塚駅であり、距離は道程で約1から3キロメートルである。
貨物輸送のための鉄道については、日本貨物鉄道株式会社が運営する鹿児島本線貨物支線（博多臨港線）の貨物駅（終着駅）である福岡貨物ターミナル駅が町域（箱崎ふ頭二丁目）及び隣接町域（箱崎四丁目）にある。

駅構造の写真
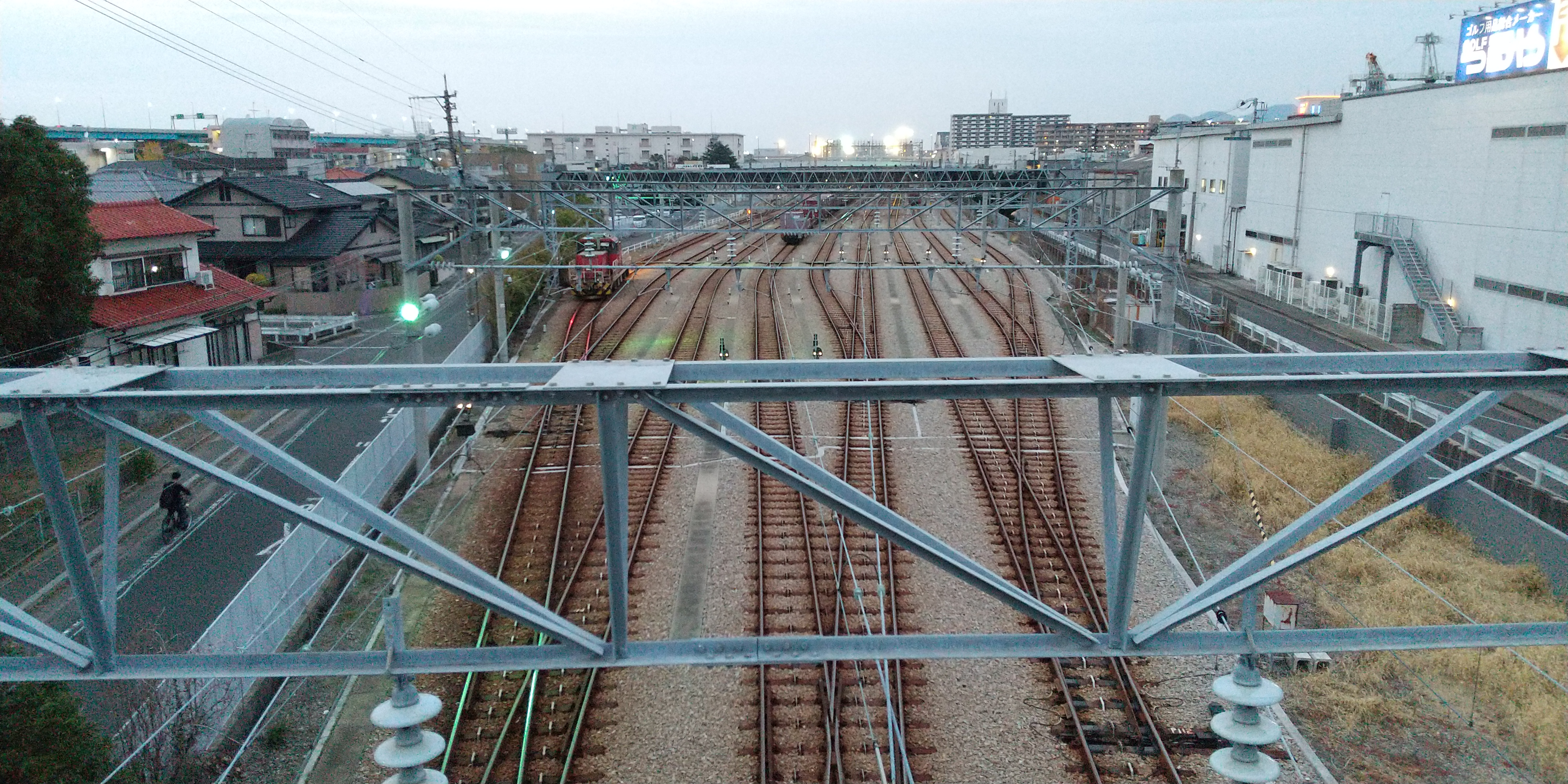
箱崎717号線[注釈 7]の北側
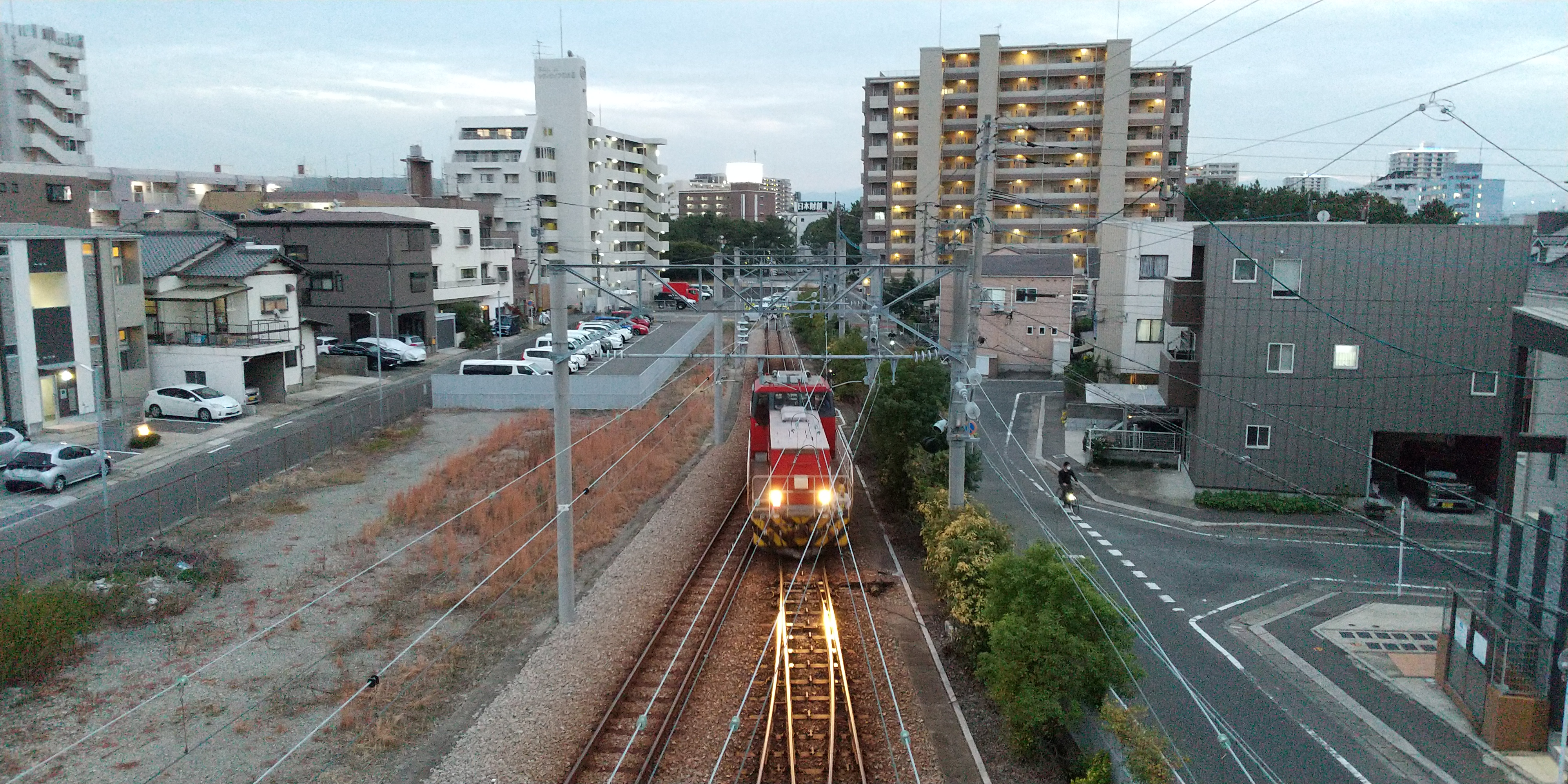
箱崎717号線の南側
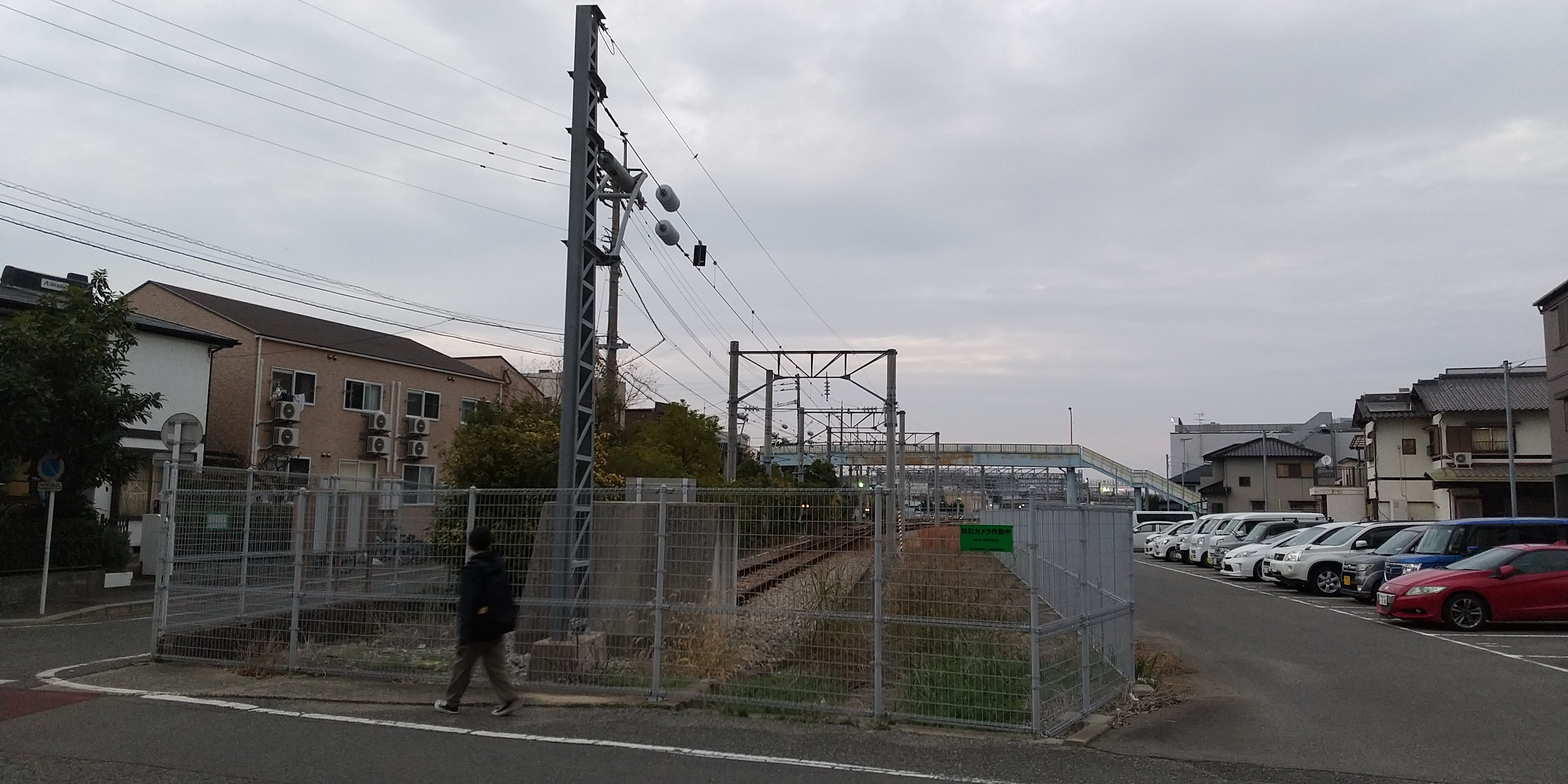
箱崎25号線の北側

### バス
バスについては、西日本鉄道が運営するバスが運行しており、次の停留所がある。
- リサイクルプラザ前
- ふ頭四丁目第三
- ふ頭四丁目第二
- ふ頭四丁目第一
- ふ頭五丁目
- ふ頭中央
- ふ頭西
- ふ頭一丁目

### 国際航路
国際クルーズ客船の発着については、主に沖浜町の「中央ふ頭クルーズセンター」で行われるが、同施設が整備される以前は、箱崎ふ頭5号岸壁が使用されたことがある。

### 道路

#### 都市高速道路
都市高速道路としては次の道路が通っており、町域に箱崎出入口、町域と箱崎との境界付近に貝塚出入口がある。
- 福岡高速道路

#### 市道
福岡市が管理する市道の主要なものは次のとおりである。
- 香椎箱崎浜線
- 松島貝塚線
- 箱崎ふ頭727号線

#### 臨港道路

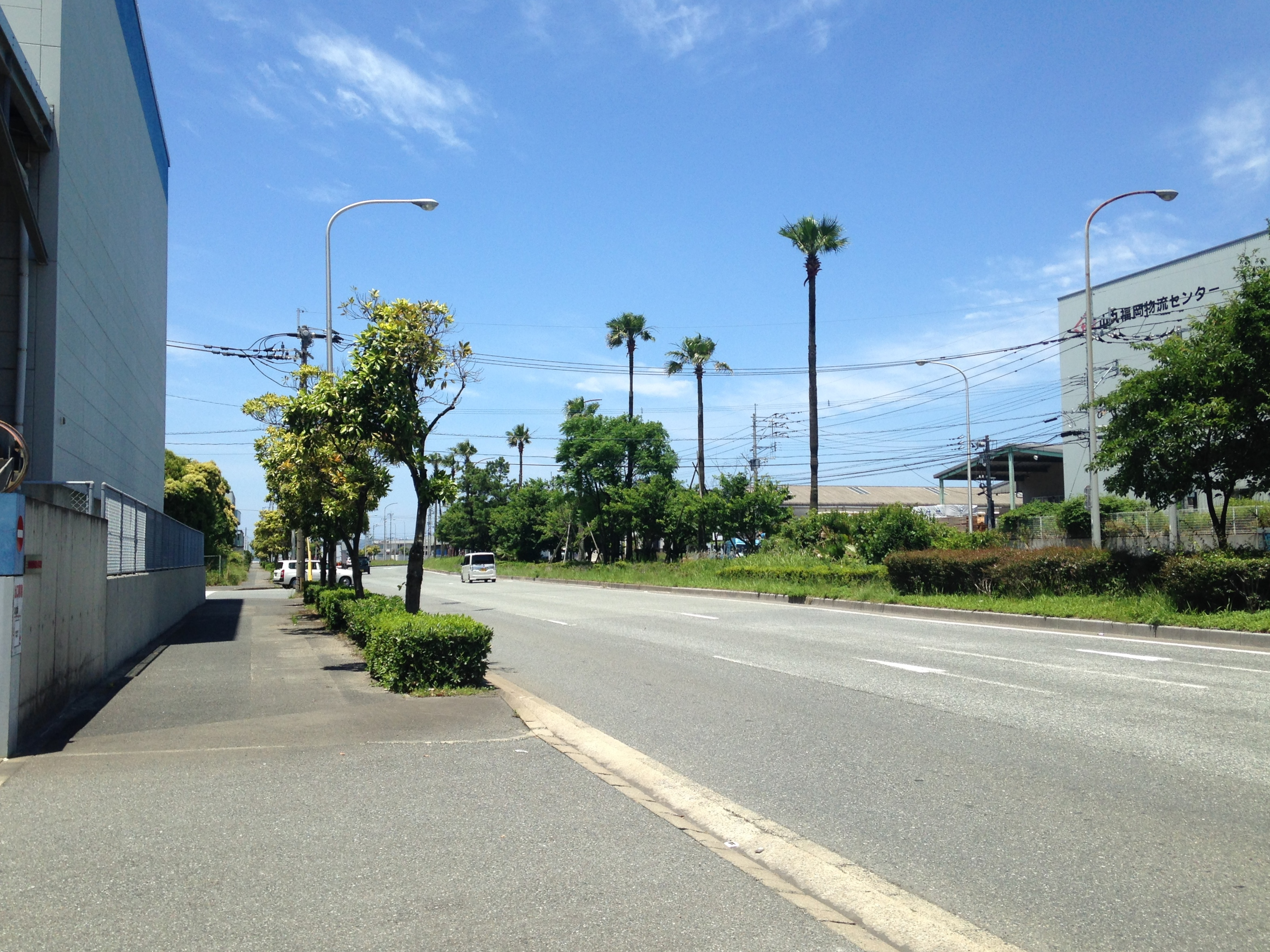
箱崎ふ頭東大通り

香椎箱崎浜線以西は臨港地区に指定されており、地区内の主要な臨港道路は次のとおりである。
- 箱A-8号線（通称：箱崎ふ頭東大通り Hakozaki Wharf East Avenue[注釈 8]）
- 箱A-2号線（通称：箱崎ふ頭西通り）
- 箱B-4号線（通称：箱崎ふ頭南通り）
- 箱B-5号線（通称：箱崎ふ頭中央通り）

## 施設

### 港湾施設
- 係留施設

| バースの名称     | 水深（m） | バース数 | 延長（m） |
| ---------------- | --------- | -------- | --------- |
| 1～3号岸壁       | -7.5      | 3        | 390       |
| 4号岸壁          | -10.0     | 1        | 185       |
| 5号岸壁          | -12.0     | 1        | 270       |
| 6～10号岸壁      | -7.5      | 5        | 650       |
| 11号岸壁         | -7.5      | 1        | 230       |
| 12・13号岸壁     | -12.0     | 2        | 480       |
| 木材港岸壁       | -10.0     | 2        | 360       |
| 木材港ドルフィン | -10.0     | 1        | 280       |

- 給水施設（19箇所）
- 上屋（青果上屋：2棟、11,224m2、ROROターミナル上屋：1棟、2,376m2）
- 荷役機械（ニューマチックアンローダー：1基、機械式アンローダー：1基）
- 野積場（371,257m2）
- 立体車両野積場（1棟）
- 冷凍コンセント（32口）
- 水面貯木場（74,104m2）

### 公共施設
- 「クリーンパーク・臨海」（ごみ焼却施設）[注釈 9]
- 福岡県中央家畜保健衛生所[注釈 10]
- 汐井公園[注釈 11]
- 箱崎ふ頭記念公園[注釈 12]
- 福岡箱崎ふ頭郵便局[注釈 13]

### 物流施設
青果上屋や自動車立体野積場などの港湾施設の後背地に様々な流通施設が立地している。海上輸送と陸上輸送の連携がよいため、特に箱崎ふ頭で取扱われる穀物や青果などの食品や自動車などに関連する流通センター等の施設が多い。

### 工場（箱崎食品工業団地）
食品工業関連の企業を集団化し、原料輸入、基幹食糧生産、加工食品生産及び製品流通の各機能が連携した食品工業団地が箱崎六丁目の一部で形成されており、多くの工場が立地している。また、団地内における施設の効率的利用を図るために共同利用施設も立地している。

### 学校
町内に学校は存在しないが、校区については、小学校区、中学校区についてそれぞれ次の学校の校区に属する。
- 小学校区：福岡市立箱崎小学校（箱崎ふ頭一丁目、二丁目及び四丁目から六丁目まで）、福岡市立東箱崎小学校（箱崎ふ頭三丁目）
- 中学校区：福岡市立箱崎中学校

### 住宅
箱崎ふ頭は大部分が港湾施設や工場のための土地利用がされるが、一部の地区（箱崎ふ頭三丁目）においては、共同住宅や一戸建ての住宅がまとまって立地している。公益性のある住宅としては次のものがある。
- 福岡市営箱崎ふ頭住宅[注釈 16]

### その他
- 有限会社博多港サービスセンター[注釈 17]